# Copenhagen X
Copenhagen X er en Københavnsk organisation der fokuserer på nye byområder, torve, pladser, kulturinstitutioner og boliger. Copenhagen X hører under Dansk Arkitektur Center og er støttet af Fonden Realdania, Frederiksberg Kommune og Københavns Kommune.
Copenhagen X blev etableret i 2002 og er sikret støtte til 2012.

## Eksterne link
- Copenhagen Xs hjemmeside Arkiveret 19. juli 2011 hos  Wayback Machine